# Dolophilodes spectabilis
Dolophilodes spectabilis är en nattsländeart som beskrevs av Oliver S. Flint Jr. 1983. Dolophilodes spectabilis ingår i släktet Dolophilodes och familjen stengömmenattsländor. Inga underarter finns listade i Catalogue of Life.